# Mona Hofland
Mona Hofland (Oslo, 24 de noviembre de 1929 – 11 de febrero de 2010) fue una actriz de teatro y televisión noruega.

## Biografía
Mona Hofland estudió en la Academia Nacional Noruega de Artesanía e Industria del Arte en Oslo y también en el Studioteatret de 1949 a 1950. Hizo su debut en el teatro en Studioteatret en 1949 y construyó su reputación como actriz versátil. Hizo numerosos papeles, entre los que se encuentran Lady Macbeth o el de Hedda Gabler y La dama de las camelias. Fue la primera noruega en hacer el papel de Eliza Doolittle en una producción de My Fair Lady.
Se casó con el actor Espen Skjønberg, con el que coprotagonizó diferentes producciones, el más notable el de pareja de la popular soap opera Familiesagaen De syv søstre (1996–2000).